# Rhodoszi Andronikosz
Rhodoszi Andronikosz (Kr. e. kb. 70/65-50), a peripatetikus iskola tizenegyedik vezetője, aki főleg mint Arisztotelész és Theophrasztosz műveinek gondozója, kiadásra rendezője s kiadója híres.

## Élete
Sokáig tartózkodott Rómában, ahol filozófiát tanított. Arisztotelész tanainak előadását a logikával kezdte, valószínűleg tőle származik a két legnagyobb peripatetikus, Arisztotelész és Theophrasztosz műveinek (kéziratoknak) kiadásra való rendezése, esetleg a nagyobb gyűjteményes művek részeinek (például az Organon öt nagy fejezetének) címeit is ideértve; az ókori nyelvésztől, Tyranniontól kapott kéziratanyag alapján, i. e. 50-ben.
Ez idő előtt Arisztotelész dialógus-formájú, nagyközönség számára írt exóterikus műveit széles körben ismerték ugyan, de tudományos értekezései (egy-két esetleges, a sztoikusok vagy csekély számú filológus által ismert példány kivételével) elvesztek és a háborús időkben megsemmisültek; és csak azok az eredetileg Athénban őrzött kéziratok maradtak meg, amiket Sulla római hadvezér a város elfoglalása után hadizsákmányként Rómába hozott.
Valószínű, hogy Andronikosz megjegyzéseket és kiegészítéseket írt a művekhez, de ezek nem maradtak fenn. Arisztotelész egy értekezését néha tévesen Andronikosznak tulajdonítják, az Érzékekről címűt, ezen kívül egy másik, az arisztotelészi Etikákról írt értekezést, amely valójában a 16. századi Constantine Palaeocappa-tól vagy a szaloniki Johannes Callistustól származik.